# Donggang
Pour les articles homonymes, voir Donggang (homonymie).
Donggang (东港 ; pinyin : Dōnggǎng) est une ville de la province du Liaoning en Chine. C'est une ville-district placée sous la juridiction administrative de la ville-préfecture de Dandong.

## Démographie
La population du district était de 654 777 habitants en 1999.